# 王大叔
王大叔（？—1797年），清朝嘉庆年间反清领袖，嘉庆二年（1797年）二月，趁白莲教起义时王大叔谋反，即时被清政府诛杀。建元号大庆。